# Fremont megye (Wyoming)
Fremont megye az Amerikai Egyesült Államokban, azon belül Wyoming államban található. Megyeszékhelye Lander, legnagyobb városa Riverton. Lakosainak száma 39 234 fő (2020. április 1.). Fremont megye Hot Springs, Washakie, Sublette, Natrona, Carbon, Sweetwater, Teton és Park megyékkel határos.

## Népesség
A megye népességének változása:
| Lakosok száma | 40 229 | 40 585 | 41 090 | 40 998 | 40 315 | 39 234 |
|               | 2010   | 2011   | 2012   | 2013   | 2015   | 2020   |